# Grundsubstans
Grundsubstans är de komponenter som är icke-cellulära som extracellulärt matrix, det vill säga proteiner, vätska, mineraler och proteoglykaner m.m. som omger cellerna. 
Grundsubstansen kan ha olika sammansättning beroende på organets funktion. I ben är det bland annat mineralet hydroxylapatit som utgör grundsubstans, medan i blodet är det blodplasman. Dessa två exempel kan sägas utgöra extremfall, normalt utgörs grundsubstansen av en gelé-liknande massa av proteoglykaner, polysackarider, med mera, exempelvis hyaluronan, som är en glykosaminoglykan. Dessa makromolekyler har en stark vattenbindande förmåga, som gör att de får ett geléliknande utseende.
Tillsammans med bindvävsfibrer bildar grundsubstansen extracellulärt matrix.